# Aphelandra trianae
Aphelandra trianae är en akantusväxtart som beskrevs av Emery Clarence Leonard. Aphelandra trianae ingår i släktet Aphelandra och familjen akantusväxter. Inga underarter finns listade i Catalogue of Life.